# Dorymyrmex bruchi
Dorymyrmex bruchi é uma espécie de formiga do gênero Dorymyrmex.